# Борие (община Кукъс)
 Тази статия е за албанското село.  За българското село вижте Борие.  
Бо̀рие (среща се и недопусканото днес от правописа изписване Борье, на албански: Borje, на нашински: Borje) е горанско село в Албания, част от община Кукъс.

## География
Разположено е в Североизточна Албания, в албанската част на областта Гора, в южните склонове на Коритник.

## История
Васил Кънчов отбелязва през 1900 година Борие сред селата в Гора, населени от българи мохамедани, наричани торбеши. Броят на къщите е 150.
След Междусъюзническата война селото попада в Албания. Според Стефан Младенов в 1916 година Бо̀рье е българско село със 150 къщи.
На етническата си карта на Северозападна Македония в 1929 година Афанасий Селишчев отбелязва Борье като българско село.
В рапорт на Сребрен Поппетров, главен инспектор-организатор на църковно-училищното дело на българите в Албания, от 1930 година Борйе е отбелязано като село със 130 къщи българи мохамедани.
До 2015 година селото е част от община Шищевец.

## Личности
Родени в Борие
- Зехрудин Докле (р. 1952), албански актьор, режисьор и преводач от български произход
- Назиф Докле (1945 – 2014), албански лингвист и фолклорист

Други
- Намик Докле (р. 1946), албански политик, по произход от Борие